# أنطوني غولارد
انطوني غولارد (18 ديسمبر 1985 في فرنسا - ) (بالفرنسية: Antoine Goulard)‏ هو لاعب كرة قدم فرنسي في مركز الدفاع. لعب مع نادي ديجون ونادي روان ونادي فريجوس ونادي هانوي لكرة القدم وES Uzès Pont du Gard ‏ وES Fréjus ‏.

## وصلات خارجية
- أنطوني غولارد على موقع قاعدة بيانات كرة القدم.إي يو (الإنجليزية)